# 國際人權日
1950年起，聯合國大會定每年的12月10日為國際人權日，以紀念聯合國於1948年12月10日通過了《世界人權宣言》。受到該世界人權宣言的啟示，聯合國在1966年制定了「經濟、社會及文化權利國際公約」及「公民權利和政治權利國際公約」，目的在進一步闡明並執行宣言所揭示之各項人權精神。該二盟約加上「公民權利和政治權利國際公約」之任擇議定書與「世界人權宣言」合稱「國際人權憲章」（International Bill of Human Rights），為國際間最重要之人權典章。世界人权日与世界人道主义日是两个不同的纪念日，但都由联合国设立。

## 外部連結
- 聯合國：世界人權宣言中文全文 （页面存档备份，存于）
- 國際人權日(香港區活動)籌委會 （页面存档备份，存于）